# Diocese de Latacunga
A Diocese de Latacunga (em latim: Dioecesis Latacungensis) é uma circunscrição eclesiástica da Igreja Católica no Equador. É uma diocese latina, sufragânea da Arquidiocese de Quito.

## História
A diocese foi erigida em 5 de dezembro de 1963 com a bula Novam dioecesim do Papa Paulo VI, obtendo o território da Arquidiocese de Quito. O primeiro bispo da diocese foi Benigno Chiriboga, eleito em 5 de dezembro de 1963.
Em 27 de outubro de 1964, com o breve Rebus in secundis do Papa Paulo VI, a Bem-Aventurada Virgem Maria da Misericórdia, conhecida como Virgem de Volcán, foi declarada a principal padroeira da diocese.

## Bispos
|        | Nome                          | Período    | Notas                       |
| Bispos | Bispos                        | Bispos     | Bispos                      |
| ------ | ----------------------------- | ---------- | --------------------------- |
| 5º     | Geovanni Mauricio Paz Hurtado | 2016-atual |                             |
| 4º     | José Victoriano Naranjo Tovar | 2003–2016  |                             |
| 3º     | Raúl Holguer López Mayorga    | 1990–2003  |                             |
| 2º     | José Mario Ruiz Navas         | 1968–1989  | Nomeado Bispo de Portoviejo |
| 1º     | Benigno Chiriboga S.J.        | 1963–1968  |                             |